# Los teólogos
Los teólogos es un cuento del escritor argentino Jorge Luis Borges. Fue publicado originalmente en el número 14 de Los Anales de Buenos Aires en abril de 1947 y apareció en la colección de cuentos El Aleph en 1949.

## Trama
Borges describió el proceso creador de la forma siguiente: "Yo imaginé hace tiempo un cuento fantástico, a la manera de León Bloy: un teólogo consagra toda su vida a confutar a un heresiarca; lo vence en intrincadas polémicas, lo denuncia, lo hace quemar; en el Cielo descubre que para Dios el heresiarca y él forman una sola persona".
La historia sigue a Aureliano, coadjutor de Aquilea, y Juan de Panonia, quienes son teólogos que refutan con sus escritos diversas facciones heréticas, como los monótonos, cuya herejía es predicar que "que la historia es un círculo y que nada es que no haya sido y que no será ".
Aureliano se ve en competencia con Juan, sobre todo desde el momento en que un escrito de éste le arrebató los laureles, abordando un tema que consideraba de su incumbencia: el séptimo atributo de Dios, la eternidad. Espera ahora poder refutar a los heréticos de la Rueda con una argumentación inspirada por Plutarco. Emplea silogismos, escarnios, hace de la cacofonía un instrumento y se explaya vasta y trivialmente sobre el tema. Pretende no sólo adelantarse a Juan, sino en el triunfo liberarse del rencor que le profiere. En vano: Juan presenta su refutación antes que él y el texto es conciso y superior al suyo. Euforbo, el hereje, es quemado, no sin que antes repita su dogma sobre la eternidad.
Aureliano, humillado una vez más, continúa su duelo invisible con Juan de Panonia. Combaten diversas herejías hasta que surge una nueva: los histriones. La doctrina propaga prácticas abominables y conceptos como: "Quizá contaminados por los monótonos, imaginaron que todo hombre es dos hombres y que el verdadero es el otro, el que está en el cielo. También imaginaron que nuestros actos proyectan en reflejo invertido, de suerte que si velamos, el otro duerme; si fornicamos, el otro es casto; si robamos, el otro es generoso. Muertos, nos uniremos a él y seremos él... Muchas y divergentes mitologías urdieron los histriones; unos predicaron el ascetismo; otros la licencia, todos la confusión." Aureliano, intentando exponer la herejía histriónica, recuerda un párrafo de una obra escrita por Juan de Panonia que coincide con ella. Si bien lo anonimiza, es obligado a nombrar al autor. Juan es juzgado, se defiende con "ingenio e ironía" y es condenado a la hoguera. Aureliano morirá también, muchos años después, en las llamas. "En el paraíso, Aureliano supo que para la insondable divinidad, él y Juan de Panonia ( el ortodoxo y el hereje, el aborrecedor y el aborrecido, el acusador y la víctima) formaban una sola persona." De forma similar narra Borges las vicisitudes del Rubaiyat, de su autor, Omar Kayyham, y su traductor, Edward Fitzgerald: "En las Rubaiyat se lee que la historia universal es un espectáculo que Dios concibe, representa y contempla; esta especulación (cuyo nombre técnico es panteísmo) nos dejaría pensar que el inglés pudo recrear al persa, porque ambos eran, esencialmente, Dios, o caras momentáneas de Dios."
Retornando a León Bloy, cabe el comentario que bien podría haber sido un protagonista del cuento. Como dijo Borges: "Desdichadamente para su suerte y venturosamente para el arte de la retórica, se hizo un especialista de la injuria."